# 迪迪夫希納 (基輔州)
50°9′7″N 29°45′49″E / 50.15194°N 29.76361°E

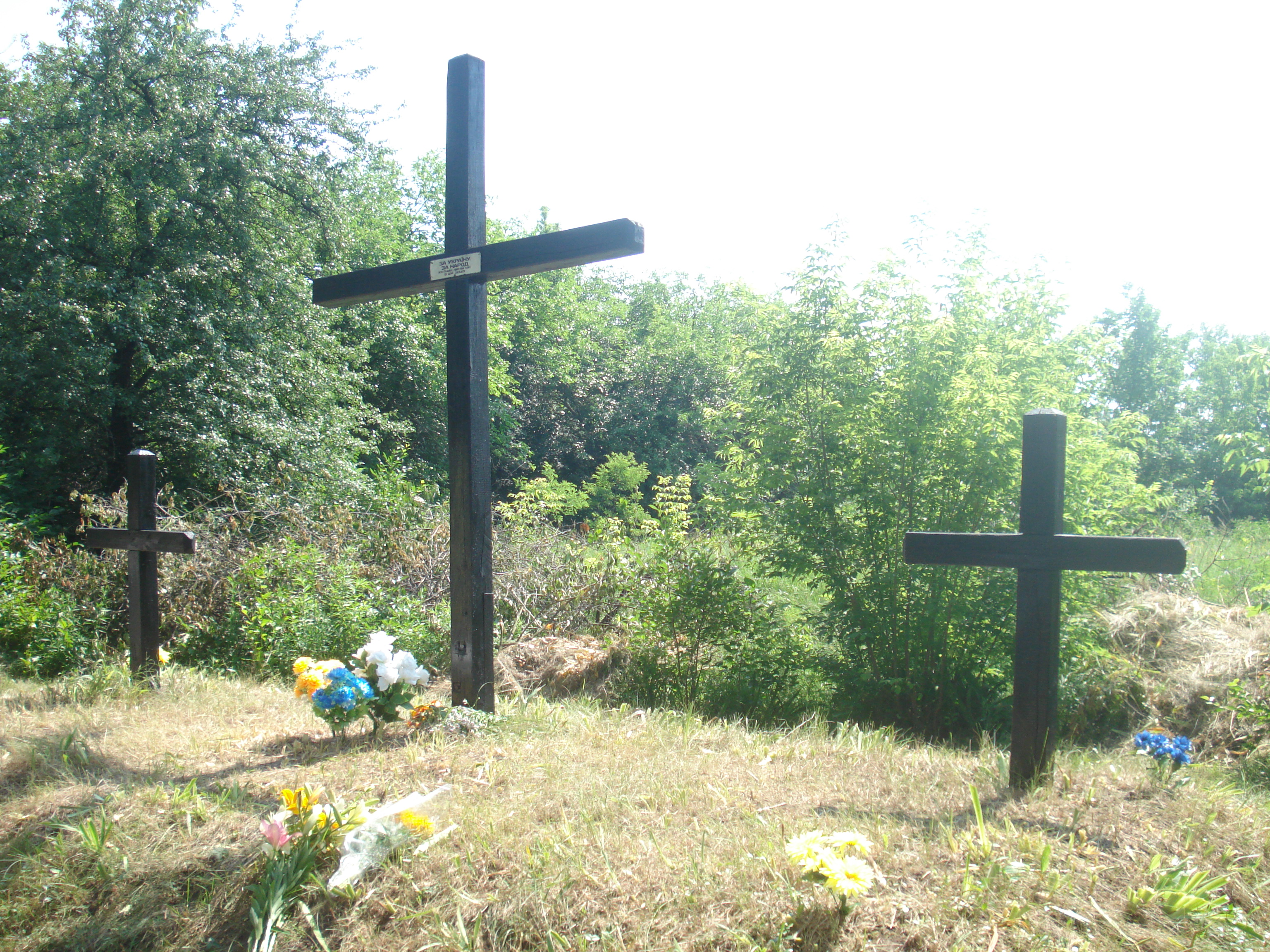

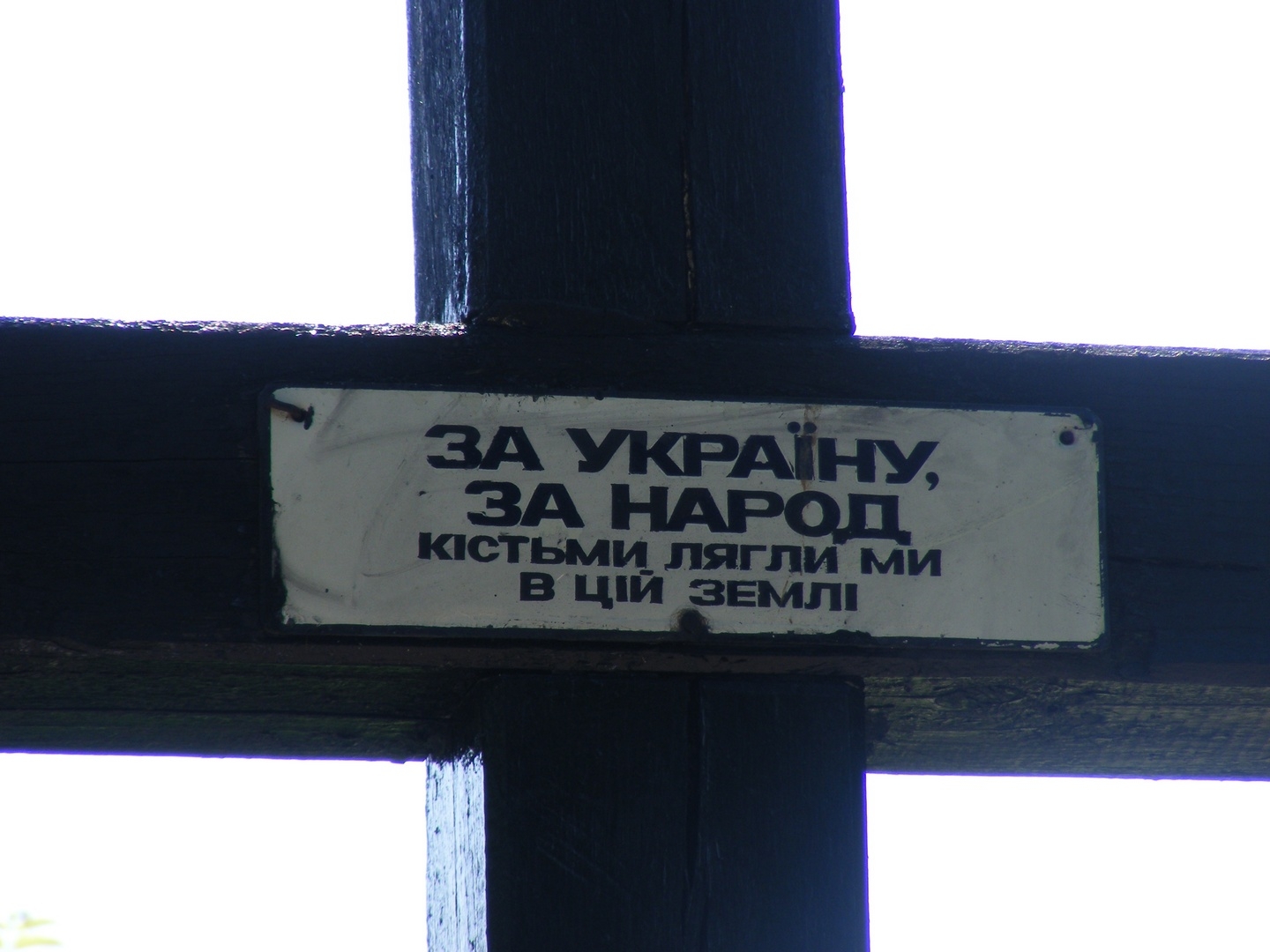

迪迪夫希納（烏克蘭語：Дідівщина）是位於烏克蘭北部的村莊，由基辅州法斯蒂夫區的托馬希夫卡市鎮負責管轄。該村面積3.3平方公里，海拔高度160米，2024年人口692，人口密度每平方公里246.7人。